# بوستان باباطاهر

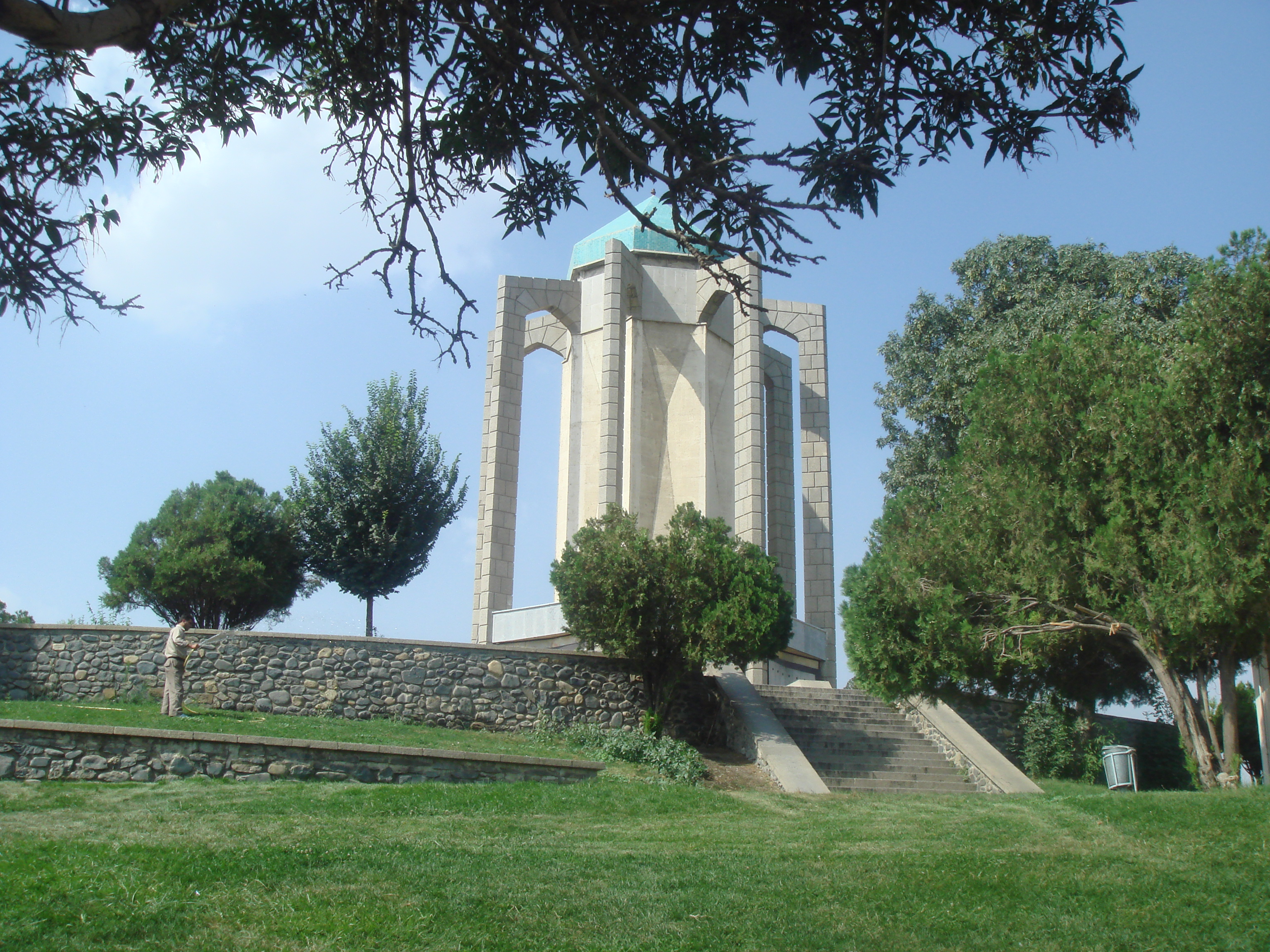
بوستان باباطاهر

پارک باباطاهر یا بوستان باباطاهر یکی از پارک‌های شهر همدان است که میدان باباطاهر و در اطراف آرامگاه باباطاهر واقع شده‌است. بوستان باباطاهر در ردیف یکی از بزرگترین بوستان‌ها در همدان است. در گوشهٔ غربی این بوستان برجی آجری مربوط به یکی از امامزاده‌های همدان به نام امامزاده هادی بن علی از بناهای قرن ۱۰ هجری قرار دارد.